# 15092 Beegees
15092 Beegees eller 1999 EH5 är en asteroid i huvudbältet som upptäcktes den 15 mars 1999 av den australiensiske amatörastronomen John Broughton vid Reedy Creek-observatoriet. Den är uppkallad efter den australiensiska popgrupper Bee Gees.
Asteroiden har en diameter på ungefär 12 kilometer och den tillhör asteroidgruppen Eos.